# Daniel J. Evans
Daniel Jackson Evans (ur. 16 października 1925 w Seattle, zm. 20 września 2024 tamże) – amerykański polityk, działacz Partii Republikańskiej.
W latach 1956–1964 zasiadał w Izbie Reprezentantów stanu Waszyngton, gdzie od 1960 do 1964 zajmował stanowisko lidera mniejszości. W latach 1965–1977 sprawował urząd gubernatora stanu Waszyngton. Od 1973 do 1974 pełnił funkcję przewodniczącego Narodowego Stowarzyszenia Gubernatorów. W latach 1983–1989 był senatorem 1. klasy ze stanu Waszyngton.
6 czerwca 1959 poślubił Nancy Bell. Para miała trzech synów.